# Южная провинция (Шри-Ланка)
Ю́жная прови́нция (синг. දකුණු පළාත Dakunu Palata, там. தெற்கு மாகாணம் Thaen Maakaanam) — провинция Шри-Ланки. Население — 2 465 626 человек (2012). Сельское хозяйство и лов рыбы — главный источник дохода для огромного количества жителей этой области.
Города: Галле, Матара, Хамбантота
Площадь Центральной провинции составляет 5544 км². Площадь суши — 5383 км². Площадь водной глади — 161 км².
Административно делится на 3 округа:
- Галле
- Матара
- Хамбантота